# Битка за Ернестиново
Битка код Ернестинова била је битка током рата у Хрватској која се одиграла 20. новембра 1991. године. Водила се између Хрватске војске и Југословенске народне армије.

## Ток битке
Напад на Ернестиново и Ласлово почео је 20. новембра, из правца. У пет сати ујутру 20. новембра 12. корпус ЈНА и СДГ покренули су напад из правца Маркушица и Палаче ка Подрињу, Аду, Ласлову и Ернестинову. Истог дана заузимају Аду и Подриње. Сутрадан је Ласлово је пало под српску контролу. Истог дана Ернестиново је примило тешки удар од ракетне ватре из ваздуха до ракетне ватре са вишецевним бацачима и гранатама. Мало касније 160. ЗНГ бригада бива избачена од стране СДГ, и у Ернестиново улази 11 српских тенкова.